# Jigoku Retsuden
Jigoku Retsuden es un álbum de la banda de hard rock estadounidense Kiss.

## Datos
Sony Music Japan lanzó el disco "Jigoku Retsuden", que es una colección de los grandes éxitos de la banda pero grabados nuevamente con la actual formación. Se trata de 15 canciones, nuevamente tocadas en un estudio por Paul Stanley, Gene Simmons, Eric Singer y Tommy Thayer. La estructura de las canciones se mantiene fiel a las versiones originales, pero algunas incluyen nuevas instrumentaciones; como por ejemplo "Black Diamond" ahora cantada por Eric Singer, o la balada "Forever", en la que se pueden escuchar violines de fondo.
El disco fue lanzado en Japón el 27 de agosto de 2008 en dos formatos: CD y una edición limitada de CD + DVD que incluye un concierto que la banda ofreció en Japón en la década de los 70.

## Playlist
1. Deuce
  - Líder Vocal - Gene Simmons
2. Detroit Rock City

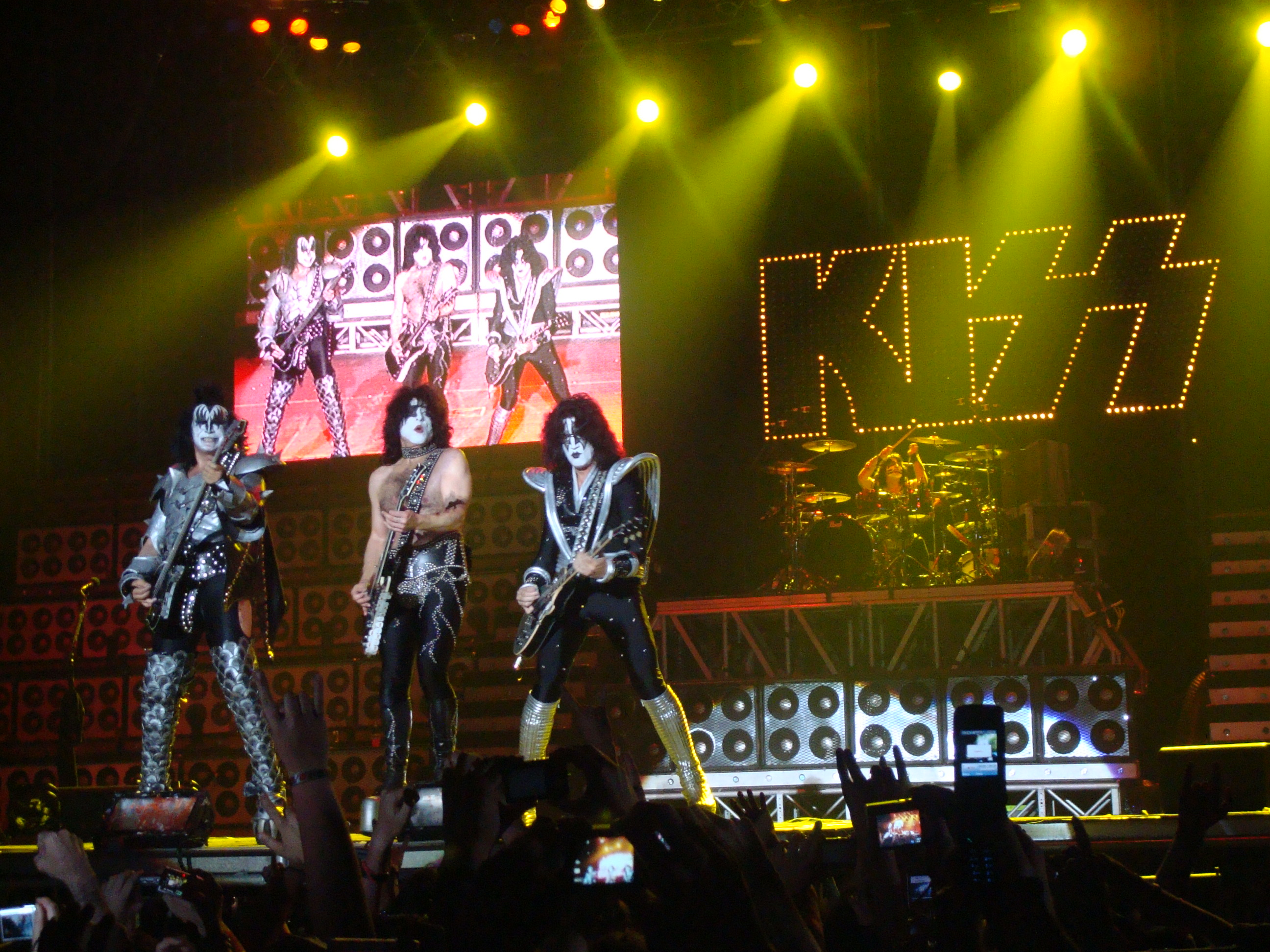
Kiss en 2008 - Kobetasonik (Bilbao) De Izquierda a derecha: Gene Simmons, Paul Stanley, Tommy Thayer y Eric Singer (Al fondo).

  - Líder Vocal - Paul Stanley
3. Shout it Out Loud
  - Líder Vocal - Paul Stanley & Gene Simmons
4. Hotter than Hell
  - Líder Vocal - Paul Stanley
5. Calling Dr. Love
  - Líder Vocal - Gene Simmons
6. Love Gun
  - Líder Vocal - Paul Stanley
7. I Was Made for Loving You
  - Líder Vocal - Paul Stanley
8. Heaven's on Fire
  - Líder Vocal - Paul Stanley
9. Lick it Up
  - Líder Vocal - Paul Stanley
10. I Love it Loud
  - Líder Vocal - Gene Simmons
11. Forever
  - Líder Vocal - Paul Stanley
12. Christine Sixteen
  - Líder Vocal - Gene Simmons
13. Do You Love Me?
  - Líder Vocal - Paul Stanley
14. Black Diamond
  - Líder Vocal - Paul Stanley(intro) & Eric Singer
15. Rock and Roll All Nite
  - Líder Vocal - Gene Simmons